# Neal Dow
Neal Dow (Portland, 20 de março de 1804 – Portland, 2 de outubro de 1897) foi um político e ativista americano, conhecido por suas campanhas em favor da Lei Seca nos Estados Unidos. Apelidado de "Napoleão da Temperança" e "Pai da Proibição", nasceu em uma família Quaker em Portland, cidade de Maine. Desde muito jovem, ele acreditava que o álcool era a causa de muitos dos problemas da sociedade e queria bani-lo por meio de legislação. Em 1850, Dow foi eleito presidente da Maine Temperance Union e, no ano seguinte, foi eleito prefeito de Portland. Logo depois, em grande parte devido aos seus esforços, a legislatura estadual proibiu a venda e a produção de álcool no que ficou conhecido como Lei do Maine. Trabalhando duas vezes como prefeito de Portland, Dow aplicou a lei com vigor e pediu penalidades cada vez mais duras para os infratores. Em 1855, seus oponentes se revoltaram e ele ordenou que a milícia estadual atirasse na multidão. Um homem foi morto e vários feridos, e quando a reação pública à violência se voltou contra Dow, ele optou por não se candidatar à reeleição.
Posteriormente, Dow foi eleito para dois mandatos na Câmara dos Deputados do Maine, mas se aposentou após um escândalo financeiro. Ele se juntou ao Exército da União logo após a eclosão da Guerra Civil Americana em 1861, eventualmente alcançando o posto de general de brigada. Ele foi ferido no cerco de Port Hudson e posteriormente capturado. Depois de ser trocado por outro oficial em 1864, Dow renunciou ao serviço militar e se dedicou mais uma vez à proibição. Ele viajou pelos Estados Unidos, Canadá e Grã-Bretanha em apoio à causa. Em 1880, chefiou a chapa do Partido da Proibição para presidente dos Estados Unidos. Depois de perder a eleição, ele continuou a escrever e falar em nome do movimento de proibição pelo resto de sua vida até sua morte em Portland aos 93 anos de idade.

## Primeiros anos e família
Filho de Josiah Dow e sua esposa, Dorcas Allen Dow, Neal Dow nasceu em Portland, cidade de Maine, em 20 de março de 1804. Josiah Dow era um membro da Society of Friends (comumente conhecida como Quakers) e um fazendeiro originário de New Hampshire. Dorcas Allen também era Quaker e membro de uma próspera família do estado de Maine, chefiada por seu notável avô, Hate-Evil Hall. Eles tiveram três filhos, dos quais Neal era o filho do meio e único filho homem. Após seu casamento, o pai de Dow abriu um curtume em Portland, que logo se tornou um negócio de sucesso. Depois de frequentar uma escola de amigos em New Bedford, no estado de Massachusetts, além de continuar estudando na Portland Academy de Edward Payson, Dow seguiu seu pai no comércio de curtimento em 1826. Ele abraçou a tecnologia, tornando-se um dos primeiros no cidade para incorporar o motor a vapor no processo de curtimento.

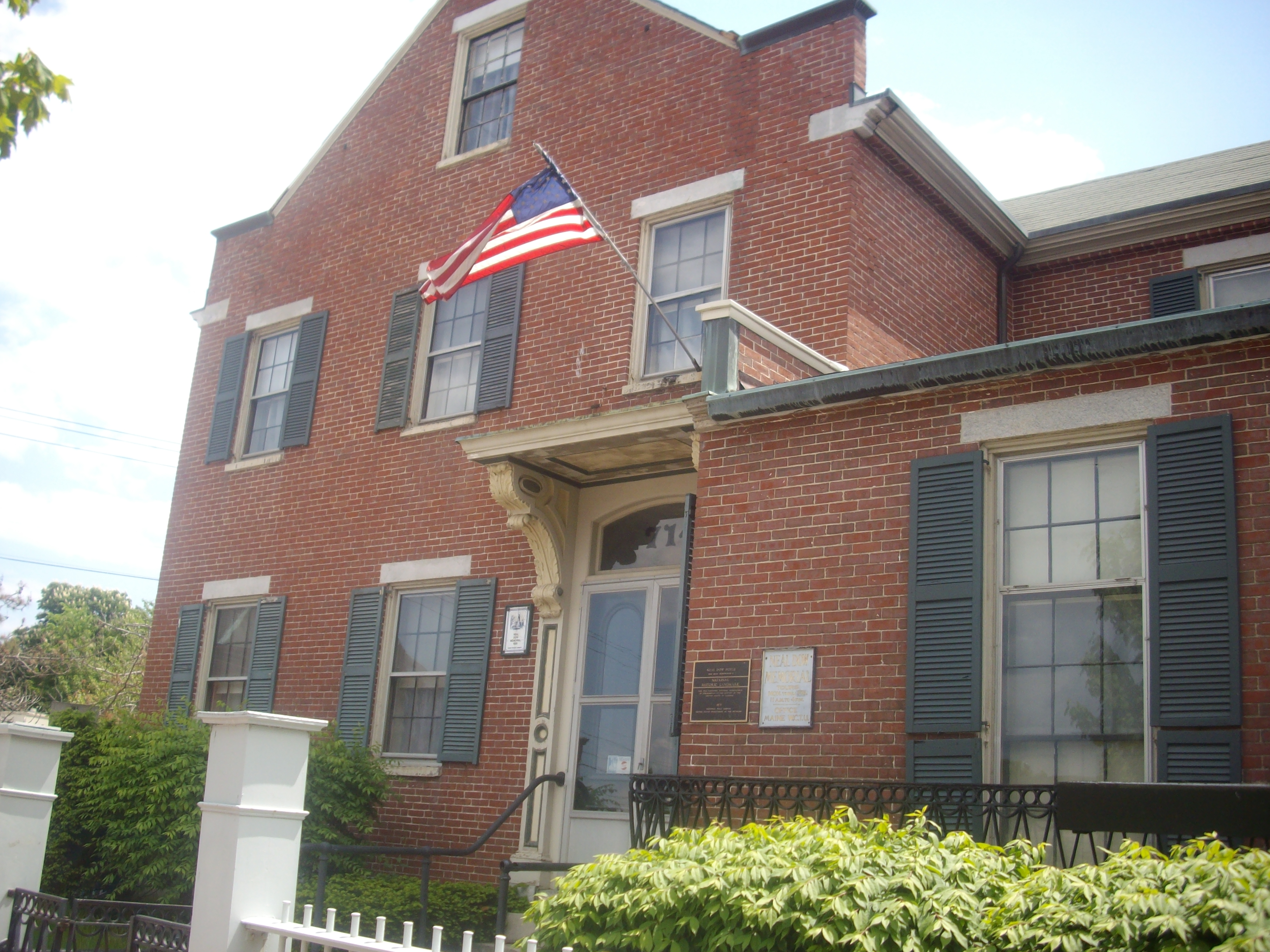
Neal Dow House, em Portland

Dow esforçou para se encaixar aos princípios tradicionais da família Quaker; ele era temperamental e gostava de brigar desde muito jovem. Como se tornou rico na vida posteriormente, ele gostava de usar roupas finas, ao contrário da preferência dos Quakers por roupas simples. Algumas das outras virtudes de sua família, como a economia e abstinência de álcool e tabaco, ele aprendeu muito cedo na vida. Quando completou dezoito anos, Dow procurou evitar as reuniões obrigatórias da milícia dos Estados Unidos, isto é, mais por desgosto pela embriaguez que, muitas vezes, se envolvia do que pelos princípios Quaker de pacifismo. Em vez disso, ele se juntou ao corpo de bombeiros voluntários, cujos membros foram isentos da convocação. Em 1827, Dow pressionou a legislatura do Maine para reformar os bombeiros para aumentar sua eficiência. Nesse mesmo ano, ele argumentou contra o corpo de bombeiros servir bebida alcóolica em sua comemoração de aniversário; os membros aceitaram um compromisso e serviram apenas vinho, não bebidas destiladas. Às vezes, Dow permitia que sua política interferisse em seus deveres; depois de ser promovido a chefe dos bombeiros, ele permitiu que uma loja de bebidas pegasse fogo.
No ano seguinte, Dow conheceu sua futura esposa, Maria Cornelia Maynard, filha de um comerciante de Massachusetts. Eles se casaram em 20 de janeiro de 1830. Nos vinte anos seguintes, eles tiveram nove filhos, cinco dos quais (dois filhos e três filhas) sobreviveram à infância. Maria Cornelia era uma congregacionalista, e Dow frequentava regularmente os cultos com ela na Segunda Paróquia, embora nunca tenha se tornado membro. Em 1829, sua residência construída na 714 Congress Street, em Portland, foi convertida em um museu após a morte de Dow e é administrada pelo capítulo local da Women's Christian Temperance Union como Neal Dow House.

## Defensor do Movimento da Temperança
No século XIX, um típico homem americano consumia em média mais de três vezes o álcool de seu equivalente moderno. Em suas memórias, Dow observou que, em Portland, uma parte significativa do salário de um trabalhador era na forma de rações diárias de rum: "era (...) a regra parar de trabalhar às onze no manhã e quatro da tarde para beber (...) Em todas as mercearias, havia barris [de] (...) ponche de rum constantemente preparado em uma banheira, às vezes na calçada, assim como a limonada pode ser vista agora em Quatro de Julho". Ele viu o álcool como responsável pelo queda de indivíduos, famílias e fortunas, muitas vezes apontando casas ou negócios em ruínas para sua família e dizendo "Rum fez isso". Sua busca para ajudar as pessoas, reformando seu ambiente cresceu a partir dos movimentos religiosos do Segundo Grande Despertar e, como a historiadora Judith N. McArthur escreveu posteriormente, "os reformadores do movimento da temperança exortaram seus ouvintes a expulsar o Demon Rum de suas vidas, assim como os ministros evangélicos exortaram a expulsar o Diabo de seus corações".
Muitos dos cidadãos de classe média e alta de Portland, incluindo Dow, acreditavam que a embriaguez era uma grande ameaça ao bem-estar moral e financeiro da cidade. Em 1827, tornou-se membro fundador da Maine Temperance Society. O grupo inicialmente concentrou seus esforços nos males das bebidas destiladas, mas em 1829, Dow declarou que se absteria de todas as bebidas alcoólicas. Ao mesmo tempo, ele se associou a causas antimaçônicas e antiescravagistas, além de ter se envolvido mais com a política em geral. Na eleição presidencial de 1832, insatisfeito com os candidatos Andrew Jackson e Henry Clay, Dow apoiou William Wirt, um candidato de partido menor.
Em 1837, a Maine Temperance Society dividiu-se sobre se deveria ou não proibir o vinho e também as bebidas espirituosas; Dow ficou do lado das forças antivinho, que formaram sua própria organização, a Maine Temperance Union. Naquele ano, James Appleton, um representante do partido Whig na legislatura estadual, propôs uma lei de proibição, e Dow falou com frequência e vigorosamente a favor do esforço, que não teve sucesso. Appleton propôs uma lei similar em 1838 e 1839, mas apesar dos esforços dele e de Dow, ele continuou a ser derrotado.

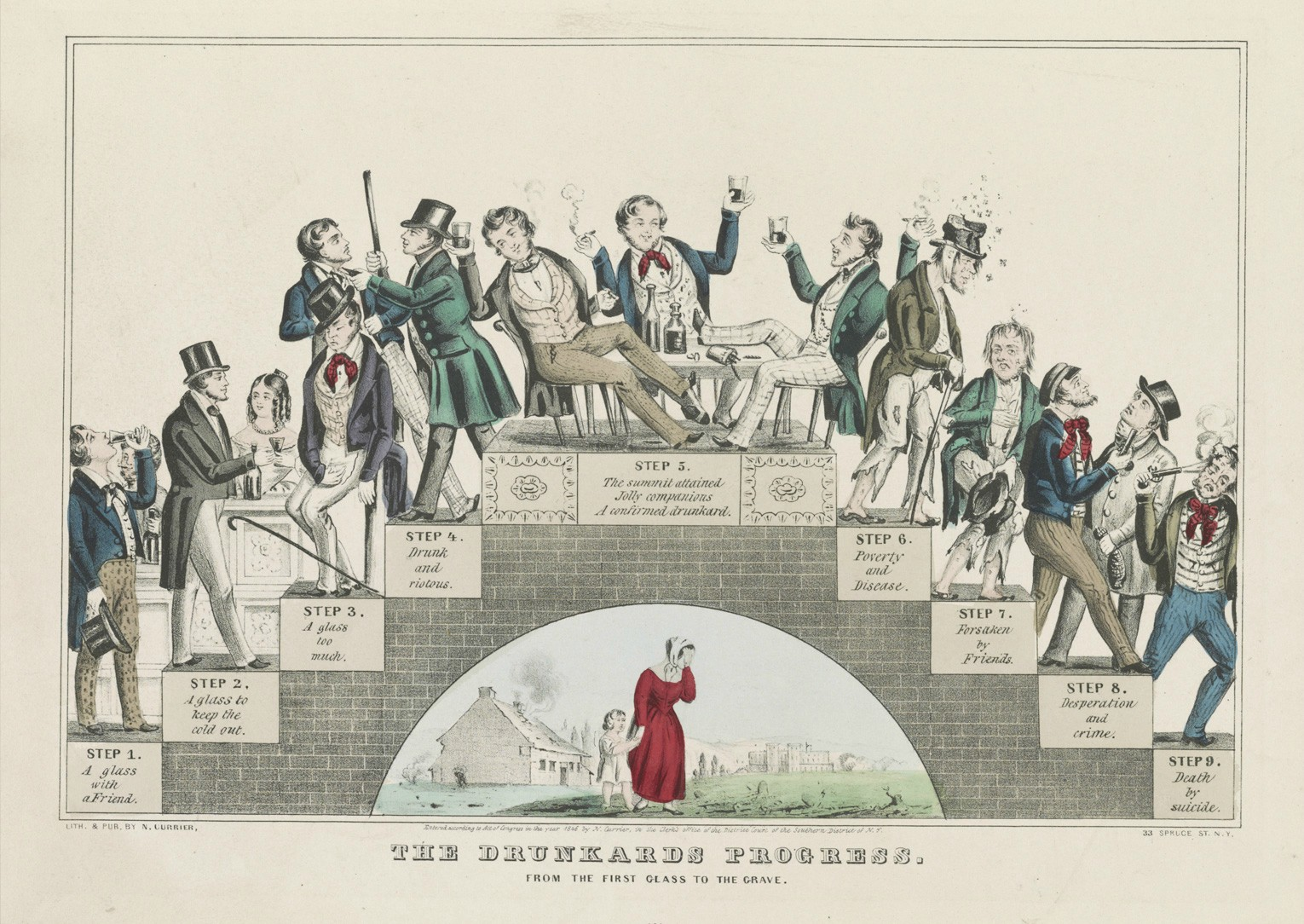
Dow e seus colegas defensores da temperança viam a bebida alcoólica como a causa de muitos dos males da sociedade

Dow trabalhou fervorosamente em nome dos candidatos Whig e passou a detestar os democratas como instrumentos da indústria do álcool. O candidato a governador do Maine na chapa Whig, Edward Kent, concedeu a Dow uma comissão de coronel na milícia estadual em 1841 como recompensa por seus esforços, apesar de sua falta de experiência militar. No entanto, Dow não se considerava "um homem de partido na compreensão do termo pelos políticos" e não tinha escrúpulos em encorajar seus apoiadores a votar contra qualquer Whig que ele considerasse insuficientemente antiálcool.
Dow passou o início da década de 1840 cuidando de seu negócio de curtimento, mas também encontrou tempo para encorajar os bebedores individuais a adotar a abstinência. Em 1842, ele e seus aliados conseguiram que o governo da cidade de Portland exigisse licenças para negociantes de bebidas e processasse os vendedores sem licença; um referendo sobre a questão foi decidido a favor dos proibicionistas no final daquele ano. No ano seguinte, os democratas venceram a eleição para o governo da cidade, substituindo os Whigs, mais favoráveis à proibição, e muitos vendedores de bebidas retomaram seu comércio, pois os processos foram adiados indefinidamente. Dow manteve seus esforços de falar em todo o estado, apesar de uma vez ter sido agredido por um homem contratado por um negociante de bebidas.
Em 1846, Dow falou perante a legislatura em favor da proibição estadual. O projeto de lei foi aprovado, mas carecia dos mecanismos de aplicação necessários para torná-lo efetivo. No ano seguinte, ele concorreu à legislatura estadual em uma eleição especial, mas foi derrotado por pouco. Em 1850, agora membro do novo Partido Solo Livre, ele encorajou legisladores afins a aprovar uma lei de proibição mais forte. Eles o fizeram, mas viram vetado pelo governador democrata John W. Dana. A legislatura ficou um voto aquém de anular o veto.

### Prefeito de Portland

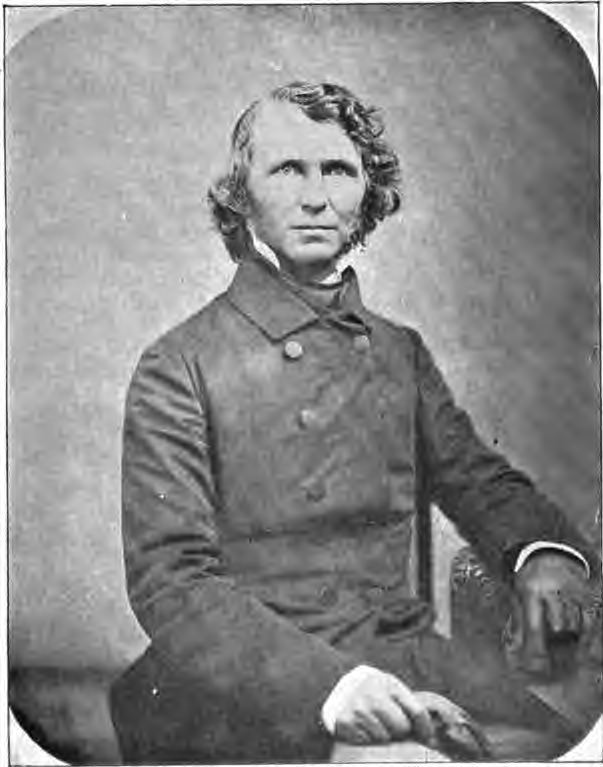
Dow no início da década de 1850

Em 1850, Dow foi eleito presidente do Maine Temperance Union. No ano seguinte, ele concorreu a prefeito de Portland na chapa Whig e foi eleito por uma votação de 1332 a 986. Um mês após assumir o cargo, ele pressionou a legislatura estadual para aprovar uma lei de proibição em todo o estado. Assim o fez, e Dow se reuniu com o novo governador, John Hubbard, que sancionou o projeto de lei em 2 de junho. Maine foi o primeiro estado a proibir o álcool, e a proibição estadual ficou conhecida em todo o país como "a lei do Maine". A aprovação da lei impulsionou o Dow à fama nacional. Ele foi chamado de "Napoleão da Temperança" e foi o orador em agosto na Convenção Nacional de Temperança na cidade de Nova Iorque.
Depois que a lei do Maine entrou em vigor, Dow concedeu aos negociantes de bebidas alcoólicas um período de carência de duas semanas para vender seus estoques fora do estado e, em seguida, iniciou os confiscos. Seus esforços de fiscalização rapidamente tiraram do mercado respeitáveis estabelecimentos de bebidas, mas bares menos sofisticados, especialmente aqueles frequentados por residentes pobres e imigrantes de Portland, simplesmente mudaram suas operações para locais secretos. Mesmo assim, Dow proclamou em um discurso ao conselho da cidade que havia eliminado quase todas as "algumas lojas de bebidas secretas", cuja persistência ele atribuiu a "estrangeiros".
Apesar de sua crescente fama nacional, Dow continuou a enfrentar oposição em casa. Tanto Dow quanto seus oponentes se envolveram em campanhas de jornais anônimas contra o outro, muitas vezes fazendo ataques pessoais ao lado de argumentos políticos. Para a eleição municipal de 1852, os democratas indicaram Albion Parris, ex-governador e senador dos Estados Unidos, para concorrer contra Dow. Enquanto os democratas apoiavam seu candidato, a aplicação vigorosa da proibição por Dow dividiu seu partido e, em vez disso, os Whigs lançaram uma chapa anti-Dow em dois distritos. No dia da eleição, Dow aumentou ligeiramente seu total de votos em relação ao ano anterior, com 1 496, mas Parris o superou, obtendo 1 900 votos. Embora a chapa Whigs controlassem o registro eleitoral na época, Dow culpou sua perda pelo voto ilegal de imigrantes irlandeses.
Após sua derrota, Dow continuou a promover a proibição em todo o país e ficou satisfeito ao vê-la se espalhar para onze estados. Ele também fez esforços para refutar a acusação feita por seus inimigos (incluindo seu primo John Neal) de que a lei do Maine era ineficaz e que o consumo de álcool na verdade aumentou em Portland durante o mandato de Dow. Em 1854, Dow concorreu a prefeito novamente sem sucesso; quando o Partido Whig começou a se separar, Dow atraiu o apoio dos Free Soilers e do Know Nothings, um partido nativista. No ano seguinte, esses dois partidos começaram a se juntar aos whigs antiescravagistas em um novo partido, os Republicanos. Eles logo controlaram a legislatura estadual e, com o incentivo de Dow, fortaleceram as disposições de execução da lei do Maine. Dow concorreu novamente a prefeito em 1855 e foi reeleito por pouco para o cargo que havia deixado três anos antes.

### Conflito de rum na Prefeitura de Portland

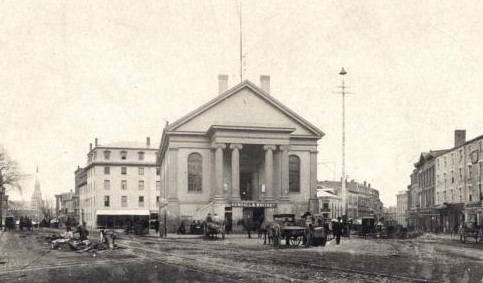
Prefeitura de Portland, local do motim do rum

Dois meses depois de seu mandato, Dow inadvertidamente entrou em conflito com suas próprias leis de proibição. Depois de criar um comitê para distribuir álcool para uso medicinal e industrial (os únicos usos permitidos), Dow encomendou 1 600 dólares em álcool e o armazenou na Prefeitura. Dow se esqueceu de nomear um agente oficial para mantê-lo no local; como a nota fiscal estava em seu nome, isso colocava Dow em violação técnica da lei. Os inimigos de Dow perceberam o erro e exigiram que a polícia revistasse o prédio municipal em busca de bebidas ilegais. Como as recentes adições à lei do Maine haviam removido a discricionariedade judicial, o juiz não teve escolha a não ser emitir o mandado. A polícia apreendeu o álcool, mas não prendeu Dow.
Naquela noite, em 2 de junho, uma multidão de antiproibicionistas se reuniu para exigir que a lei fosse aplicada, gritando ameaças de derramar "o licor de Neal Dow". Dow ordenou que a milícia estadual bloqueasse os manifestantes e fez com que o xerife lesse para a multidão o Riot Act. Quando a escuridão caiu, Dow ordenou que a multidão se dispersasse; quando eles se recusaram, ele ordenou que a milícia atirasse. Um homem foi morto e sete ficaram feridos, e a multidão fugiu. Ao saber da fatalidade, Dow afirmou que o tiro foi justificado.
A violência virou a opinião pública contra Dow, e ele foi denunciado em jornais de todo o país. Ele foi julgado por violação da lei de proibição; o promotor era o ex-procurador-geral dos Estados Unidos, Nathan Clifford, um antigo oponente de Dow, e o advogado de defesa era um colega fundador da Maine Temperance Society, futuro senador William P. Fessenden. Dow foi absolvido, mas seus oponentes convenceram o legista a formar um júri que considerou a morte do manifestante um homicídio. Ele acabou sendo absolvido dessa acusação, mas sua popularidade havia sofrido e ele se recusou a concorrer à reeleição como prefeito.

### Legislador estadual
Os republicanos perderam o governo naquele outono e, em 1856, os democratas se uniram aos Whigs que restavam na legislatura estadual para revogar totalmente a lei do Maine. Alguns dos outros estados que aprovaram as leis do Maine seguiram o exemplo quando souberam que os benefícios prometidos não estavam disponíveis e a aplicação era difícil, se não impossível. Dow continuou a viajar pelo país (e pelo Reino Unido) falando em apoio à proibição, mas com pouco efeito legislativo. Os parlamentares aprovaram uma nova lei do Maine, muito mais branda, em 1858, que Dow não gostou, mas defendeu como melhor do que nada.
Em 1858, Dow venceu uma eleição especial para a Câmara dos Representantes do Maine como Republicano quando um dos membros eleitos se recusou a tomar posse. Ele foi reeleito para um mandato completo em 1859 e continuou a agitar por leis de proibição mais rígidas, mas não teve sucesso. Ele também se envolveu em um escândalo quando o tesoureiro do estado, Benjamin D. Peck, emprestou fundos do estado a cidadãos privados (incluindo Dow), infringindo a lei estadual. Peck emprestou grandes somas para si mesmo, que foram perdidas quando seus negócios fracassaram. Dow havia garantido parte do empréstimo de Peck e enfrentou a ruína quando ficou claro que Peck não poderia pagar o tesouro do estado. Dow conseguiu solucionar as dívidas e esconder muito de seu papel no caso, mas o suficiente do escândalo tornou-se conhecido que alguns de seus muitos inimigos o atacaram em jornais locais. Até mesmo alguns de seus aliados proibicionistas passaram a apoiá-lo menos abertamente. Em setembro de 1860, ele não concorreu à reeleição.

## Guerra Civil Americana

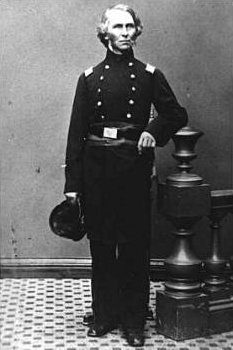
General Neal Dow como coronel do 13.º Regimento de Infantaria Voluntária do Maine

Dow continuou a promover a proibição depois de deixar o cargo, mas também acrescentou sua voz ao coro crescente que defendia a abolição da escravatura. Vários estados escravistas se separaram após a eleição do candidato presidencial republicano Abraham Lincoln, e formaram os Estados Confederados da América; mesmo antes do início da Guerra Civil Americana, Dow pediu que a rebelião fosse esmagada e a escravidão abolida. Ele tinha 57 anos de idade no início da guerra e estava determinado a ficar em casa, cuidar de seus negócios e cuidar de seu pai idoso. Após o ataque confederado ao Forte Sumter, no entanto, Dow se sentiu compelido a se juntar à causa da União. O governador Israel Washburn o nomeou coronel do 13.º Regimento de Infantaria Voluntária do Maine em 23 de novembro de 1861. Muitos dos oficiais que Dow recrutou para a causa eram seus associados do movimento de proibição.

### Captura de Nova Orleães
Após um inverno de treinamento no Maine, Dow e o 13.º de Maine foram despachados para o Golfo do México em fevereiro de 1862. Mesmo antes de partir, Dow brigou com seus superiores quando soube que sua unidade seria colocada sob o comando do Major-General. Benjamin F. Butler, um democrata que Dow considerava brando com a escravidão e "pró-rum". Os protestos de Dow foram ineficazes, mas ganharam a inimizade de Butler. Depois de se juntar a Butler em Fort Monroe, na Virgínia, o regimento navegou para o sul e foi forçado a desembarcar para a Carolina do Norte após uma tempestade; O desempenho de Dow na emergência ganhou elogios de Butler, mas os dois ainda se odiavam cordialmente. Depois que os navios danificados foram consertados, o exército de Butler continuou para o sul até Ship Island, em Mississippi.
O exército de Butler, auxiliado pela frota do oficial de bandeira David Farragut, capturou Nova Orleães em 29 de abril de 1862. Dow e o 13.º de Maine não se juntaram ao ataque, ficando para trás para proteger Ship Island. Um dia antes, o Congresso havia aprovado a escolha de Dow como general de brigada. Ele culpou Butler por excluí-lo da batalha, acreditando que Butler foi ameaçado por sua nomeação e chamando-o de "valentão e besta". Ele passou a maior parte do tempo brigando com seu segundo em comando, o tenente-coronel Francis S. Hesseltine, enquanto o regimento ocupava fortes ao redor de Nova Orleães. Enquanto estava lá, Dow incentivou os escravos negros a fugir do cativeiro e se abrigar com o Exército da União. Ele também confiscou propriedades de plantadores próximos, incluindo aqueles que apoiavam a União, e tentou, sem sucesso, reivindicar direitos pessoais de resgate sobre propriedades militares confederadas abandonadas no rio.
Em outubro de 1862, Dow recebeu o comando do distrito de Pensacola, na Flórida, e mudou-se para se juntar a outras unidades lá. Ele imediatamente ganhou o desfavor das tropas ao colocar Pensacola sob proibição. Ele também (sem autorização de Washington) começou a recrutar tropas negras da população escrava local enquanto continuava seu confisco de propriedade rebelde. Butler logo revogou a ordem de confisco, que Dow acreditava ter sido feita em vingança por sua proibição do álcool.

### Alvo em Port Hudson e prisão na Virgínia

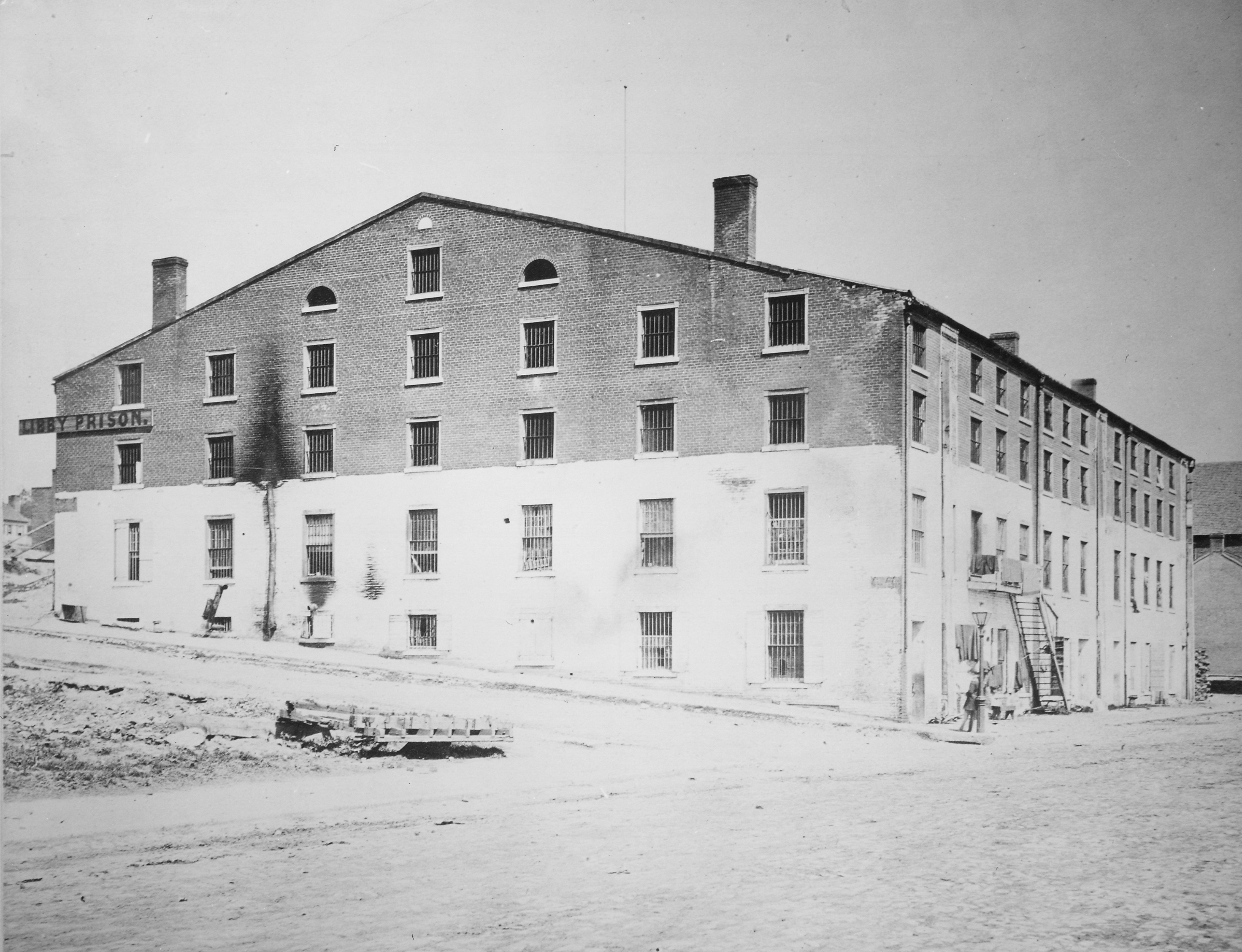
Libby Prison, o local da prisão de Dow

Em dezembro de 1862, Nathaniel P. Banks substituiu Butler no comando em Nova Orleães. Banks, um Republicano de Massachusetts com simpatias proibicionistas, conhecia Dow antes da guerra, mas inicialmente desagradou Dow ao se recusar a revogar a ordem de Butler contra o confisco de propriedade rebelde. Ele, no entanto, permitiu que Dow retornasse a Nova Orleães para participar da planejada ofensiva de primavera. Enquanto os exércitos da União tentavam completar seu controle sobre o rio Mississippi, apenas Vicksburg, em Mississippi, e Port Hudson, em Luisiana, resistiram ao controle federal. O major-general Ulysses S. Grant moveu-se para Vicksburg pelo norte, enquanto Banks avançou para Port Hudson pelo sul. Em 21 de maio, a cidade foi cercada.
Banks estava determinado a quebrar o cerco por meio de um ataque direto às linhas confederadas. Dow acreditou que o ataque foi um erro e atrasou a participação de suas unidades até o final do dia. No ataque, que não teve sucesso, Dow foi ferido no braço direito e na coxa esquerda e enviado para uma plantação próxima para convalescer. Enquanto estava no hospital, ele fez lobby para uma transferência para uma sala, onde suas chances de ser promovido seriam maiores. Em 30 de junho, tendo curado o suficiente para montar um cavalo novamente, Dow visitou suas tropas. Ao retornar ao hospital após o anoitecer, ele foi capturado pela cavalaria confederada operando atrás das linhas da União.
Dow foi levado de carroça e trem para Jackson, capital estadual do Mississippi, depois para Montgomery, no Alabama, antes de finalmente ser confinado à Libby Prison em Richmond, na Virgínia, capital da Confederação. Em agosto, ele foi transferido para Mobile, no Alabama, onde oficiais confederados investigaram se Dow tinha escravos armados para lutar contra os rebeldes, o que o Congresso confederado considerou uma ofensa capital. Dow fez isso, mas seus promotores não conseguiram encontrar nenhuma evidência de tal ação depois que a lei foi aprovada, então as acusações foram retiradas e Dow foi devolvido à prisão de Libby em outubro. Ele permaneceu lá até fevereiro de 1864, quando foi trocado pelo cativo general confederado William Henry Fitzhugh Lee, filho do general Robert E. Lee. Sua saúde foi prejudicada por sua experiência na prisão e, depois de passar vários meses convalescendo em Portland, ele renunciou ao Exército em novembro de 1864.

## Política pós-guerra
Após a guerra, Dow voltou à liderança do movimento de proibição, cofundando a National Temperance Society and Publishing House com James Black em 1865. Ele passou o resto das décadas de 1860 e 1870 fazendo discursos em apoio à temperança em todo o Estados Unidos, Canadá e Grã-Bretanha. Seus esforços produziram pouco sucesso, pois o público se voltou contra a proibição e a indústria do álcool estava mais bem organizada para resistir. Dow despendeu muito esforço organizando e dando discursos de apoio ao Partido Liberal antes das eleições britânicas de 1874, já que seu líder, William Ewart Gladstone, simpatizava com a proibição; os liberais perderam decisivamente, um resultado que Gladstone e Dow atribuíram aos interesses do licor. Dow continuou a promover a proibição na Grã-Bretanha até maio de 1875, quando, exausto, voltou para casa.
Contra os apelos por moderação pessoal em vez de contenção do governo, Dow permaneceu firme, dizendo que a única maneira de combater a embriaguez era "mais prisão para os patifes". Em 1876, ele apoiou a eleição de Rutherford B. Hayes, um Republicano e abstêmio. No ano seguinte, a Dow obteve algum sucesso com a proibição, já que a legislatura do Maine fortaleceu a fraca lei de proibição proibindo a bebida destilada no estado. Apesar dessa pequena vitória, Dow começou a se irritar com o Partido Republicano, acreditando que eles não estavam suficientemente comprometidos com sua causa e desapontado com o fracasso em proteger os direitos dos negros do sul quando a Reconstrução dos Estados Unidos chegou ao fim. Outros defensores do movimento da temperança sentiram o mesmo, e alguns organizaram um novo Partido da Proibição em 1869. Os proibicionistas concentraram seus esforços na proibição do álcool, excluindo todas as outras questões. A maioria dos membros do partido veio de igrejas pietistas, e a maioria, como Dow, eram ex-republicanos. Eles ganharam muito poucos votos nas eleições presidenciais de 1872 e 1876, mas como os defensores da temperança ficaram desencantados com o Partido Republicano, eles esperavam ganhar convertidos em 1880.

### Eleição presidencial de 1880

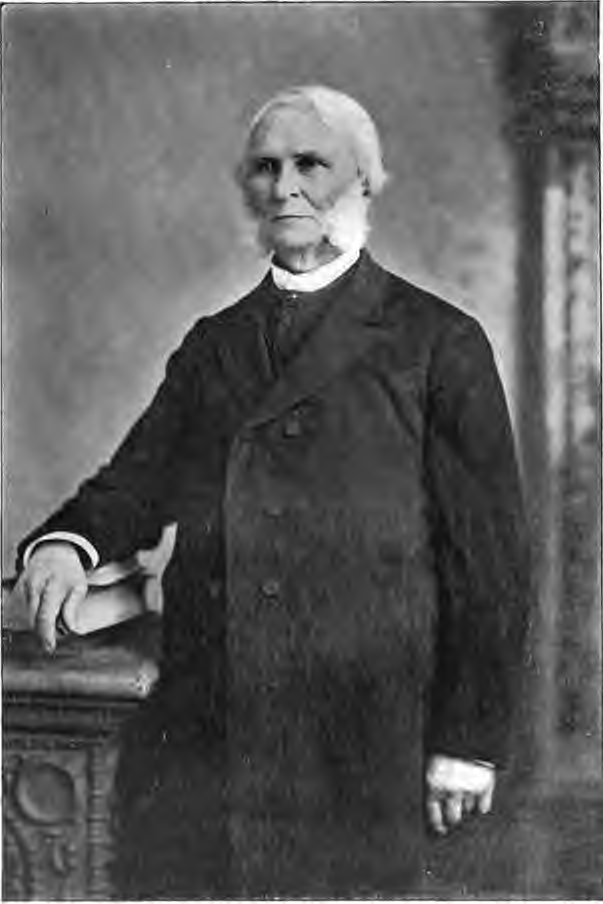
Dow aos 87 anos de idade

Em 1880, os republicanos do Maine se recusaram a aprovar mais legislação antiálcool e Dow deixou o partido para se juntar aos proibicionistas; ele instantaneamente se tornou o membro mais notável do partido. Seu amigo e aliado James Black solicitou que o nome de Dow fosse indicado para a presidência na convenção de 1880, com a qual Dow concordou. A convenção, que se reuniu em Cleveland em junho, recebeu delegados de doze estados, mas quase não atraiu a atenção da imprensa. O próprio Dow não compareceu, ficando em casa com sua esposa doente (os candidatos à indicação de um partido muitas vezes não compareciam pessoalmente às convenções naquela época). Ele foi indicado, liderando uma chapa com o candidato à vice-presidência Henry Adams Thompson, de Ohio.
Dow ignorou principalmente o concurso nacional naquele verão, concentrando-se em fazer campanha para candidatos pró-temperança nas eleições locais do Maine. Os Republicanos pressionaram Dow a se retirar, temendo que ele reclamasse votos suficientes para custar a eleição a seu candidato, James A. Garfield. Dow se recusou a fazê-lo, mas seu total de votos era muito pequeno para prejudicar Garfield em qualquer caso. A chapa da Lei Seca obteve apenas 10 305 votos, 0,1% do total. Garfield venceu por pouco o voto popular sobre o democrata Winfield Scott Hancock, mas no colégio eleitoral, ele obteve uma clara maioria. Dow não ficou descontente com o resultado, feliz que os republicanos triunfaram sobre o "elemento rebelde ex-escravista".

### Últimos anos de vida
Após a eleição, Dow começou a trabalhar com os Republicanos novamente no Maine para promover questões de proibição e, em 1884, ele endossou o companheiro de Maine e candidato republicano ao presidente James G. Blaine. Blaine perdeu por pouco a eleição presidencial, a primeira derrota republicana em 28 anos, e muitos republicanos culparam o Partido da Proibição, cujos votos teriam derrubado Nova Iorque (e com ela a maioria do colégio eleitoral) para Blaine. Republicanos ressentidos no Maine se recusaram a promover mais leis de proibição e, como resultado, Dow fez sua ruptura final com o Partido Republicano em 1885. Na eleição estadual de 1886, ele falou fervorosamente contra seu antigo partido em apoio do candidato proibicionista a governador. Em 1888, aos 84 anos, Dow aceitou a indicação do Partido da Proibição para prefeito de Portland, cargo que ocupou mais de trinta anos antes. Os democratas foram incapazes de decidir sobre um candidato, então eles endossaram seu antigo inimigo, Dow, em um esforço para derrubar o atual republicano. Muitos democratas regulares se recusaram a apoiar a chapa de fusão, e Dow perdeu a eleição por 1 934 votos a 3 504. Posteriormente, Dow participou naquele ano da Convenção Nacional do Partido da Proibição de 1888 em Indianápolis. Em uma ruptura com seu antigo desprezo pela ex-Confederação, Dow pediu unidade seccional e "não mais acenar com a camisa ensanguentada". Ele também falou contra a conveniência política do partido que apoia o sufrágio feminino, embora tenha endossado pessoalmente a ideia.
Cornelia Dow havia morrido em 1883, mas a filha solteira de Dow, também chamada Cornelia, morava com ele e ajudava nas causas da temperança. Em 1891, seu filho Frederick e sua família também se mudaram. Frederick permaneceu ativo no antigo Partido Republicano de seu pai e foi editor do Portland Evening Express. Apesar de uma queda de cavalo em 1890, Dow continuou com boa saúde, lendo e escrevendo sobre sua edição de assinatura, mas viajando menos. Em seu nonagésimo aniversário em 1894, uma grande multidão se reuniu para celebrá-lo e ao trabalho de sua vida. Em 1895, ele fez seu discurso público final, criticando o governo da cidade por não fazer cumprir as leis de proibição. Ele começou a escrever suas memórias, The Reminiscences of Neal Dow: Recollections of Eighty Years, mas morreu em 2 de outubro de 1897, antes de terminar o livro. O corpo de Dow foi velado na Segunda Igreja Paroquial em Portland antes de ser enterrado no Cemitério Evergreen daquela cidade. Ele tinha visto o surgimento do movimento de proibição e, como observou o biógrafo Frank L. Byrne, proselitismo da causa "mais do que qualquer homem do século XIX".